# مامادو سيلا (لاعب كرة قدم)
مامادو سيلا هو لاعب كرة قدم سنغالي في مركز الدفاع، ولد في 4 أبريل 1975 في داكار في السنغال. لعب مع نادي اتحاد دوانس.

## وصلات خارجية
- مامادو سيلا (لاعب كرة قدم) على موقع قاعدة بيانات كرة القدم.إي يو (الإنجليزية)
- مامادو سيلا (لاعب كرة قدم) على موقع ناشيونال فوتبول تيمز (الإنجليزية)